# Gabelzeit
Die Gabelzeit (färöisch: Gablatíðin) ist ein Abschnitt in der Geschichte der Färöer und dauerte von 1655 bis 1709. Sie hat ihren Namen von den dänischen Lehnsherren Christoffer Gabel und Frederik Gabel, die eine „beinahe totale politische und wirtschaftliche Kontrolle“ über die Färöer ausübten.

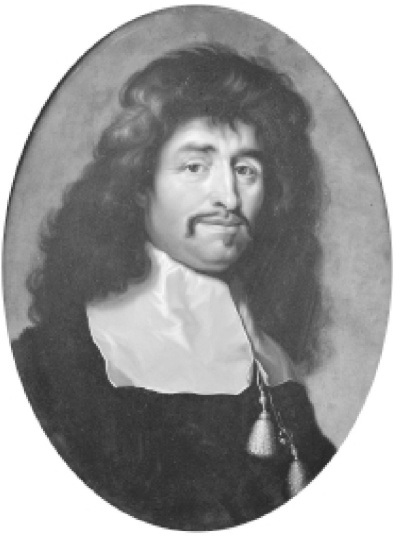
Christoffer von Gabel (1617–1673) war nicht nur mächtigster Mann über die Färöer, sondern auch am Hofe Dänemarks, wo er immer wieder als Finanzjongleur und Geheimdiplomat eingesetzt wurde.

Die Gabelzeit wird allgemein als die dunkelste Phase der färöischen Geschichte angesehen. Sie ist Teil der Geschichte des Monopolhandels über die Färöer (1529–1856). Die Gabels betraten die Färöer nie, behandelten sie aber wie ihr Eigentum, was die Inseln durch das Lehen der Dänischen Krone faktisch auch waren. Ihre korrupten und inkompetenten Vertreter vor Ort pressten die Färinger nicht nur wirtschaftlich aus und führten sie in bittere Armut, sie mischten sich auch politisch in alle Bereiche des Lebens ein, was zu einer totalen Entmündigung althergebrachter lokaler Strukturen führte. Unter Führerschaft des Tórshavner Pfarrers Lucas Jacobson Debes formierte sich aber auch Widerstand.

## Lehen über die Färöer
Wichtigstes Exportgut der damals etwa 4000 Einwohner zählenden Inseln war die färöische Wolle von den etwa 70.000 Schafen. Strickwaren und auch Rohwolle waren von außergewöhnlicher Qualität. Daneben wurden im geringeren Maße auch Butter und Tran hergestellt. Eine Goldgrube waren die baumlosen und an Bodenschätzen armen Inseln nie, entsprechend hart traf sie das Regime der Gabel, die nur an ihren persönlichen Verdienst dachten und sich für das Land und seine Bewohner nie interessierten.
1655 gab der verschuldete dänische König Frederik III. die dänische Kolonie der Färöer seinem engen Berater und Geldgeber Christoffer Gabel zum Lehen für eine jährliche Pauschale von 1000 Reichstalern. Wie Gabel mit seinem Besitz umzugehen habe, war ihm dabei freigestellt. 1662 bekam Gabel vom König dann auch das Handelsmonopol über die Färöer verliehen, das vorher die Isländische Kompanie (1619–1662) innehatte. Gabel delegierte es an den dänisch-holländischen Kaufmann Jonas Trellund (1630–1681) weiter. Mit der Übertragung des Handelsmonopols bekam Gabel die Färöer als Lehen auf Lebenszeit mit dem Recht, es an seinen ältesten Sohn weiter zu vererben. Auch die bis dahin fällige jährliche Abgabe an den König wurde ihm komplett erlassen.

## Innenpolitische Lage in Dänemark

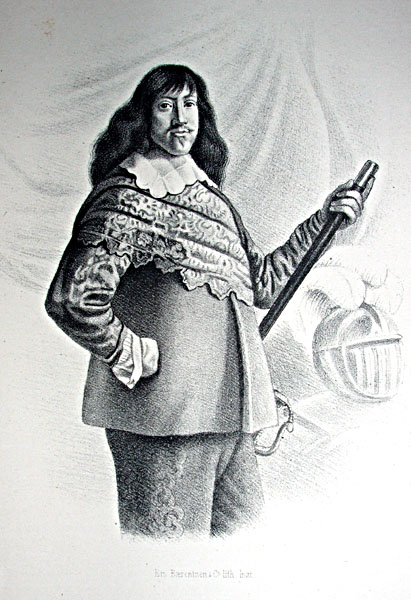
König Frederik III. konnte sich auf seinen Vertrauten Christoffer Gabel stets verlassen. Sie kannten sich schon aus der Zeit, als er noch Erzbischof von Bremen war. Bis zu seinem Tode stand Gabel an seiner Seite - bis ihn sein Sohn Christian V. fallen ließ.

Diese grundlegende Änderung der Kopenhagener Politik muss im Kontext der dortigen Umwälzungen betrachtet werden. Die Einführung des Absolutismus in Dänemark durch Frederik III. 1660 geschah erstens nicht nur mit entscheidender Mittlertätigkeit durch Christoffer Gabel, sondern führte im Ergebnis auch dazu, dass das Bürgertum, namentlich die Königlichen Beamten (Gabels Schicht) für die Zustimmung zum „vertragsmäßigen Staatsstreich“ mit besonderen Rechten ausgestattet wurden, während der Dänische Reichsrat als Vertretungsorgan des Adels seine Kontrollfunktion über den König verlor. 
Materiell wurde so dem Bürgertum erstmals der Zugang zum Grundbesitz und allen Beamtenstellen ermöglicht. Dies führte zu einem Verkauf bzw. der Verpachtung von Kronland, um die Staatskasse zu füllen. Gabel hat sich als geschickter Geschäftsmann bei dieser „Modernisierung“ des dänischen Staates aus Sicht des Königs besonders verdient gemacht, erwarb seine „lebenslange Gnade“ und wurde mit dem Privileg über die Färöer reichlich belohnt, während der König seine absolute Macht ausbauen konnte. 
Die „Modernisierung“ in Dänemark auf administrativem Gebiet bedeutete, dass 1661 die Verwaltungsgliederung Dänemarks in Ämter erfolgte – zunächst jedoch mit Ausnahme der Färöer, die durch Gabels lebenslanges Lehen einen Sonderstatus genossen. Christoffer und Frederik Gabel nannten sich zwar Amtmänner der Färöer, waren es aber nicht. Die dänische Staatsmacht wurde erst nach dem Ende der Gabelzeit auf den Färöern hergestellt.

## Lucas Debes, der Rebell
Gabel ließ sich auf den Färöern durch einen Vogt (den Fúti) vertreten. Daneben waren alle anderen leitenden Stellen von seinen Leuten besetzt. Lediglich das Løgting existierte noch, war aber weitgehend machtlos. Der Løgmaður wurde von Gabel bestimmt. Kritiker wurden in der Feste Skansin eingekerkert und teilweise auch gehängt. Protestresolutionen des Løgting erreichten den König nicht, da Gabels Vogt den gesamten Schiffsverkehr kontrollierte und die Färinger zu dieser Zeit keine eigenen seetüchtigen Schiffe hatten. 

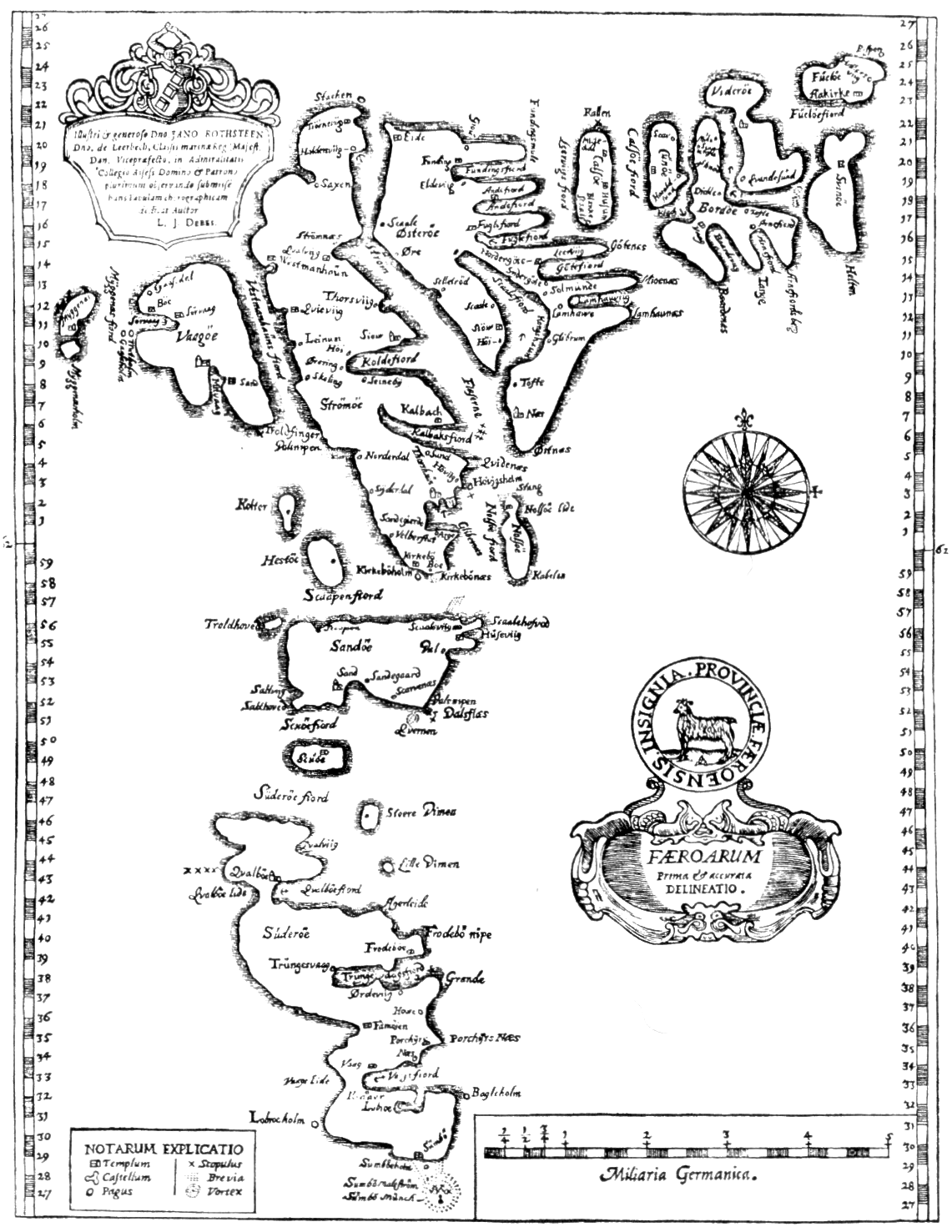
FÆROARUM - Prima & accurata delineatio. Die älteste Färöerkarte von 1673 hat Lucas Debes gezeichnet.

Unter den dänischen Vertretern auf den Inseln war aber ein Mann, der in der Folge zum Freiheitshelden werden sollte: Der Priester Lucas Jacobson Debes. Er war keiner von Gabels Leuten und bekam die Unterdrückung selber zu spüren.
Mehrfach versuchte Debes erfolglos nach Kopenhagen zu kommen. Erst nach dem Tode Frederiks III. 1670 besuchte ein Vertreter des neuen Königs, Christian V., die Färöer. Debes wurde mit einer Delegation von Färingern bei ihm vorstellig und durfte dann mit dieser Delegation nach Kopenhagen ausreisen, um dort die Beschwerden dem König vorzutragen. Zu dieser Zeit war Christoffer Gabel bereits in Ungnade gefallen wegen seiner innenpolitischen Intrigen am Hofe.
Während seines Kopenhagenaufenthaltes schrieb Debes mit Færoæ et Færoa Reserata das erste Buch über die Färöer überhaupt, das 1673 in Kopenhagen erschien. Es begründete damals das Wissen der Welt über die Inseln und ihre Bewohner. Eine königliche Untersuchungskommission machte sich auf den Weg nach Tórshavn, doch dort brannten bereits Gabels Handelshäuser auf Tinganes. Bei dem Großbrand wurden nicht nur sämtliche Beweise für Gabels Regime vernichtet, sondern auch die meisten alten Dokumente der Färöer, vor allem des Løgtings, das damals ebenfalls auf Tinganes lag.
Debes erwähnt Gabel zweimal in seinem Buch. Zuerst beschreibt er die bisherige politische Situation:

„Seit der Zeit der Religionsverbesserung, ist dieses Land an keinen königlichen Staatsbedienten, als ein Lehn oder Amt vergeben worden: Sondern Ihro Majestäten die Könige haben allezeit einen eigenen Vogt gehalten, welcher das Land regieret, und die königlichen Einkünfte in Empfang genommen haben. [...] In unsern Zeiten aber hat es dem weyland Allerdurchlauchtigsten Könige Friederich dem Dritten hochlöblichsten Gedächtnisses gefallen, Ihro Excellenz, den Herrn Christoph von Gabel, Ihro Königl. Majest. Statthaltern, Geheimen Rathe, und Beysitzern der Staats-Versammlung, mit diesem Lande als mit einem Amte zu belehnen. Er erhielt nicht allein die Einkünfte dieses Landes, sondern auch die Gerichtsbarkeit, und dabey die Freiheit, daß er seinen eigenen Vogt oder Bevollmächtigten daselbst halten, und den Handel und Kaufmannschaft nach eigenem Gefallen einrichten darf.“

## Rekonstruktion der Staatsmacht
Zu allem Unglück geschah dann 1677 noch ein französischer Überfall auf die Färöer. Tórshavn wurde geplündert. 1688 trat dann Christians V. Norske Lov (Norwegisches Gesetz) auf den Färöern in Kraft. Die Herrschaft des dänischen Staates über den Archipel wurde verewigt und die Rechte des Løgtings weiter reduziert.
Erst 1709, nach dem Tode von Frederik Gabel, reiste endlich eine Kommission unter dem neuen König Frederik IV. auf die Färöer. Das Handelsmonopol wurde wieder in die Hände der Krone genommen und die Kommission zur Verwaltung der Inseln eingesetzt. Ihr gehörten Jørgen Kristian Klein, Rasmus Juel und Samuel Pedersen an. Klein wurde 1715 durch Didrik Markussen ersetzt.
In der Folge wurden die Färöer ab 1720 als ein dänisches Amt vom Amtmaður (Amtmann) verwaltet, einem Beamten des Königs. Die Normalität in Relation zur Gabelzeit war wiederhergestellt, doch es sollte noch bis 1856 dauern, bis der Königliche Monopolhandel (der Vor- und Nachteile für die Insulaner hatte) aufgehoben wurde, und weitere 100 Jahre, bis die Inseln 1948 als Nation innerhalb des Königreiches weitgehende Autonomie erhielten.